# Proustita
La proustita es un mineral de la clase de los minerales sulfuros, y dentro de esta pertenece al llamado “grupo de la proustita”. Fue descubierta en 1832 en una mina de Brand-Erbisdorf en los montes Metálicos, en el estado de Sajonia (Alemania), siendo nombrada así en honor del químico francés Louis Proust. Un sinónimo poco usado es el de "plata roja arsénica".

## Características químicas
Es un sulfuro de plata y arsénico. El grupo de la proustita en el que se encuadra, a veces llamados "rubíes de plata", son todos sulfuros con aniones adicionales de arseniuro o antimoniuro y cationes de plata. Es el dimorfo trigonal del mineral xantoconita, de igual fórmula química pero que cristaliza en monoclínico.
Forma una serie de solución sólida con el mineral pirargirita (Ag3SbS3), en la que la sustitución gradual del arsénico por antimonio va dando los distintos minerales de la serie.
Además de los elementos de su fórmula, suele llevar como impureza algo de antimonio.

## Formación y yacimientos
Se forma en vetas hidrotermales en las últimas etapas de cristalización de éstas, como último mineral que cristaliza en la secuencia de deposición primaria, en la zona de oxidación y enriquecida en otros minerales de la plata y sulfuros. También se puede formar en la zona supergénica.
Suele encontrarse asociado a otros minerales como: plata nativa, arsénico nativo, xantoconita, estefanita, acantita, tetraedrita o clorargirita.

## Usos
Se extrae en las minas como importante mena de plata.